# Miss Amsterdam

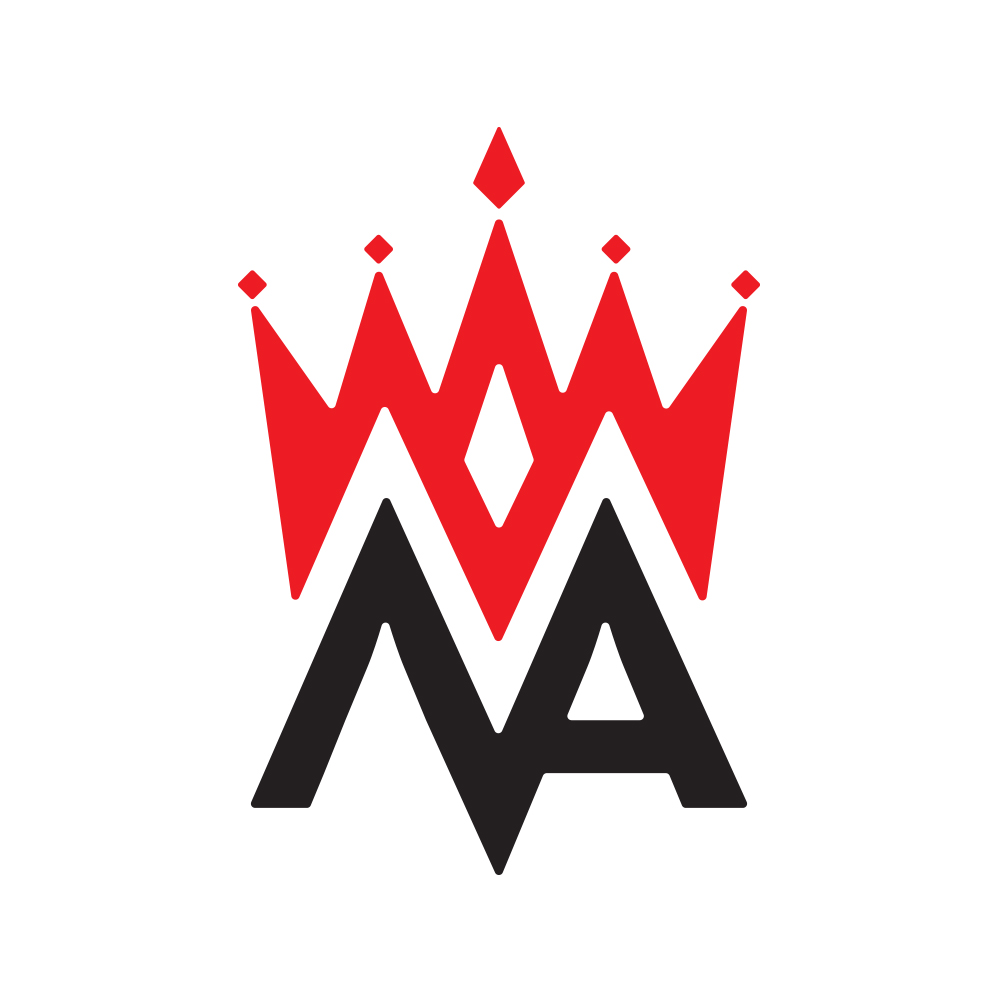
Logo Miss Amsterdam Verkiezing

Miss Amsterdam is een jaarlijkse schoonheidswedstrijd die plaatsvindt in Amsterdam, Nederland. De competitie richt zich niet alleen op uiterlijke schoonheid, maar ook op de persoonlijkheid, intelligentie en maatschappelijke betrokkenheid van de deelneemsters. De winnaar krijgt de kans om Amsterdam te vertegenwoordigen tijdens een internationale wedstrijd en heeft de mogelijkheid om haar carrière te ontwikkelen op maatschappelijk vlak en  in de mode- en entertainmentindustrie.

## Geschiedenis
De eerste editie van Miss Amsterdam vond plaats in 2016. Sindsdien is het evenement uitgegroeid tot een belangrijke schoonheidswedstrijd in Nederland, waarin vrouwen strijden voor de titel van Miss Amsterdam. De competitie heeft niet alleen bijgedragen aan het zelfvertrouwen en succes van de winnaressen, maar heeft ook meerdere andere deelneemsters geholpen om internationaal door te breken.

## Wedstrijdformat
De Miss Amsterdam-verkiezing bestaat uit verschillende rondes waarin de deelnemers worden beoordeeld op diverse criteria. Deze zijn onder andere:
1. Introductie: De deelneemsters stellen zichzelf voor aan het publiek.
2. Catwalkronde: De kandidaten tonen hun verschijning in diverse outfits, waaronder badmode en avondkleding.
3. Interviewronde: De deelneemsters beantwoorden vragen om hun intelligentie, communicatievaardigheden en maatschappelijke betrokkenheid te tonen.
4. Finale: De laatste ronde bepaalt de winnaar, die wordt gekroond tot Miss Amsterdam.

## Winnaressen en gevolgen
Miss Amsterdam heeft in de loop der jaren vele succesvolle winnaressen voortgebracht, maar ook deelneemsters die, ondanks het niet winnen van de titel, grote successen hebben behaald in hun carrière.

### Ireda Nijboer
Ireda Nijboer werd gekroond tot Miss Amsterdam 2016 tijdens de eerste editie in de Stadsschouwburg Amsterdam  en werd later ook bekend door haar vermelding in de FHM 500 van de knapste vrouwen. Haar deelname aan Miss Amsterdam opende deuren voor haar in de mode-industrie en de wereld van beauty. in 2018 was zij één van de kandidaten tijdens de Miss Nederland verkiezing.  

### Janice Babel
Janice Babel, Miss Amsterdam 2017, heeft haar talenten verder ontwikkeld na haar deelname aan de competitie. Ze behaalde de vierde plaats bij Miss Supermodel International in Bangkok, waar ze internationale erkenning kreeg en haar carrière in de modellenwereld een boost kreeg. 

### Rowena van Waveren
Rowena van Waveren eindigde als winnares van Miss Amsterdam 2019 en bereikte daarna succes op het wereldtoneel. Ze kwam in de top 20 van Miss Globe, een van de prestigieuze internationale schoonheidswedstrijden. In 2024 was Rowena ook te zien in het Net5-programma Muscles & Brains, waarmee ze haar veelzijdigheid en impact in de media-industrie bewees.

## Andere deelnemers die succes behaalden
Niet alleen de winnaressen van Miss Amsterdam hebben succes geboekt, ook andere deelneemsters hebben indrukwekkende prestaties geleverd:

### Thessaly Zimmerman
Thessaly Zimmerman werd in 2016 runner-up bij Miss Amsterdam en heeft sindsdien een succesvolle carrière opgebouwd. Ze werd in 2021 gekroond tot Miss Aruba en behaalde later een top 10-positie in de prestigieuze Miss Universe-verkiezing. Haar prestaties in zowel Miss Amsterdam als Miss Universe hebben haar gevestigd als een invloedrijke figuur in de schoonheidsindustrie.

## Invloed en betekenis
Miss Amsterdam heeft niet alleen invloed op de carrières van de deelneemsters, maar draagt ook bij aan de diversiteit van schoonheidsidealen in Nederland. De competitie benadrukt dat schoonheid niet alleen draait om uiterlijk, maar ook om innerlijke kwaliteiten zoals intelligentie, leiderschap en maatschappelijke betrokkenheid. Het evenement biedt een platform voor jonge vrouwen om zich te ontwikkelen op professioneel en persoonlijk vlak en stimuleert empowerment en zelfvertrouwen.

## Miss Amsterdam in de pers
Miss Amsterdam heeft door de jaren heen veel aandacht gekregen in de pers, zowel nationaal als internationaal. De verkiezing wordt regelmatig vermeld in de media, vooral vanwege haar rol als een belangrijk platform voor vrouwelijke talenten in Nederland. De media-aandacht richt zich niet alleen op de winnaressen, maar ook op de bredere culturele en maatschappelijke betekenis van de competitie. 

#### Media-aandacht en publiciteit
De jaarlijkse Miss Amsterdam-verkiezing heeft door de jaren heen veel media-aandacht getrokken, zowel in traditionele media zoals kranten en tijdschriften als via sociale media en digitale platforms. De persbeschouwing richt zich vaak op de opkomst van nieuwe schoonheidsidolen, de achtergrond van de deelneemsters en hun ambities, maar ook op de rol van de competitie in het bevorderen van zelfvertrouwen, empowerment en maatschappelijke betrokkenheid.
De media tonen regelmatig belangstelling voor de diverse carrières die winnaressen na de competitie ontwikkelen, of het nu gaat om modellenwerk, televisie-optredens, of het werk voor goede doelen. De winnaressen van Miss Amsterdam krijgen vaak uitgebreide aandacht in mode- en lifestylemagazines, waar ze als rolmodellen worden gepresenteerd. Tegelijkertijd worden de deelnemers aan de wedstrijd vaak geportretteerd als vrouwen die verder gaan dan alleen uiterlijke schoonheid, met nadruk op hun intelligentie, leiderschap en maatschappelijke inzet.

#### Kritiek in de media
Hoewel de pers in veel gevallen positief is over de invloed van Miss Amsterdam op de carrières van vrouwen, heeft de competitie ook te maken gehad met kritiek. Sommige media-uitingen hebben vraagtekens gezet bij het idee van schoonheidswedstrijden in het algemeen, die volgens critici onrealistische schoonheidsidealen bevorderen. Desondanks blijft de Miss Amsterdam-verkiezing een geliefd onderwerp in de media, die de verschuiving van de traditionele schoonheidswedstrijd naar een platform voor empowerment en zelfexpressie benadrukken.
De media-aandacht rondom Miss Amsterdam heeft ook bijgedragen aan het vergroten van de zichtbaarheid van de competitie en haar winnaressen, waardoor de wedstrijd een breed publiek heeft bereikt en een belangrijk onderdeel is geworden van de Nederlandse cultuur.